# Josep Oms Pallisé
Josep Oms Pallisé (* 20. Juli 1973 in Lleida) ist ein spanischer Schachspieler. Zwischen 2003 und 2007 hat er für Andorra gespielt.
Die andorranische Einzelmeisterschaft konnte er viermal gewinnen: 2003 bis 2006. Er spielte für Andorra bei zwei Schacholympiaden: 2004 und 2006, wobei er 2006 eine individuelle Goldmedaille für sein Ergebnis von 9 Punkten aus 11 Partien am zweiten Brett erhielt.
In Spanien hat er für UGA Barcelona (1995 bis 2000), GEVA-CEA Andorra (2006) und Enracha-SCC Sabadell (2013) gespielt. Mit Barcelona war er 1996 spanischer Mannschaftsmeister In Frankreich spielte er in der Nationale I 2001/02 für den C.E.I. Toulouse.
| Hier fehlt eine Grafik, die leider im Moment aus technischen Gründen nicht angezeigt werden kann. Wir arbeiten daran! |